# Оборона Днепропетровска
Оборона Днепропетровска — боевые действия советских войск по обороне города Днепропетровска и удержанию днепропетровского плацдарма в период с середины августа по конец сентября 1941 года.
С немецкой стороны в операции участвовали части группы армий «Юг» под командованием фельдмаршала Г.фон Рундштедта, с советской — войска Южного фронта под командованием И. В. Тюленева.

## Предшествующие события
22 июня 1941 года немецкие войска, осуществляя гитлеровский план напали на Советский Союз, нарушив пакт о ненападении.
Быстро продвигаясь по территории СССР, нацистские войска уже к августу 1941 года достигли центральной Украины — 2 августа окружили части Юго-Западного и Южного фронтов Красной Армии («Уманский котёл»), захватив 8 августа Умань, 4 августа нацисты захватили город Кировоград.
Учитывая сложившееся положение, с ЦК ВКП(б) и ЦК КП(б)У 18 и 19 июля поступили директивы, определяющие Днепропетровскую область в числе прочих, которым угрожала нацистская оккупация.
Директивы также предусматривали создание как на оккупированных, так и на прифронтовых территориях подпольных партийных организаций, партизанских отрядов и диверсионных групп. В короткое время обком создал подпольные организации и партизанские отряды, установил явки для связных и т. п.
Впервые на территорию области, гитлеровцы ворвались 12 августа, захватив Верховцево. 13 августа были захвачены Пятихатки, 15 августа — Кривой Рог, 17 августа — Никополь.
19 августа по городу был проведён первый артиллерийский обстрел.

## Бой за Днепропетровск
Днепропетровское направление защищала Резервная (впоследствии 6-я) армия под командованием генерал-майора Р. Я. Малиновского
Фронтом командовал генерал армии И. В. Тюленев.
Силами полностью ещё не сформированной Резервной армии командование Южного фронта пыталось предотвратить захват Днепропетровска.

### Западное направление
На западном направлении, обороняя город Днепродзержинск, действовали:
- 230-я стрелковая дивизия (командир — полковник Г.А. Куталев),
- 275-я стрелковая дивизия (командир — генерал-майор М.И. Дратвин),
- 26-я кавалерийская дивизия (командир — полковник А.А. Носков).
- 8-я танковая дивизия (СССР) (командир — полковник Е. Г. Пушкин).

Главный удар немецкие войска намеревались нанести из района Пятихаток (на правом фланге Резервной армии), имея цель отрезать советские войска от переправ через Днепр.
14 августа 968-й стрелковый полк вступил в бой с вермахтом в районе ст. Баглей и совместно с другими частями прикрыл северо-западные подступы к Днепропетровску. Полк в течение пяти суток вёл в окружении непрерывный ожесточённый бой. 

В дальнейшем он вышел из окружения и в течение двух суток сдерживал превосходящие силы немцев западнее Днепропетровска.
В ночь на 22 августа 1941 года его сменили подошедшие части.
Полк возвратился в состав дивизии, занял участок обороны на правом фланге дивизии, прикрывая западную окраину города.
18 августа 15-й танковый полк под командованием Героя Советского Союза майора Клыпина, совершая марш в направлении Щорска, вынужден был с ходу вступить в бой с передовыми подразделениями вермахта, прорвавшимися на рубеже реки Базавлук. Сопротивление советских танкистов вынудило фашистов на время приостановить своё наступление.

### Огневой мешокполковника Пушкина
По данным штаба Резервной армии, нацисты нацеливали свои удары вдоль железной дороги на Днепропетровск, имея в авангарде 13-ю танковую дивизию из состава 1-й танковой группы.
Генерал фон Клейст остался верен своей тактике — вбивать бронированные клинья в оборону врага. По имевшимся данным, удар немецких танкистов предстояло ожидать со стороны Днепродзержинска во взаимодействии с войсками гитлеровцев, которые наступали с юга вдоль Запорожского шоссе. Учитывая вероятность действий фашистов, полковник Пушкин решил сделать все возможное, чтобы остриё удара бронированного клина пришлось по пустому месту.
Придерживаясь тактики танковых таранов, гитлеровцы, уверенные в своём превосходстве, не особенно беспокоились за свои фланги. Именно этот фактор использовал Пушкин, планируя оборону дивизии.
Оборона дивизии приобретала форму подковы. Огневые средства располагались так, что при любых обстоятельствах противник попадал под перекрестный огонь. Укрытия для боевых машин, артиллерии и другие земляные сооружения в течение ночи были тщательно замаскированы.
19 августа, ровно в восемь утра, немецкие войска, при поддержке с воздуха двинулись к городу.
Как и предполагалось, со стороны Днепродзержинска и Баглея появились танки. Впереди шли PzKpfw IV, за ними и на флангах — PzKpfw III и PzKpfw II далее пехота на бронетранспортерах и артиллерия.
Передовой отряд гитлеровцев стал втягиваться в горловину огневого «мешка». Когда немецкие танки очутились в створе позиций советских артиллерийского и мотострелкового полков, подставив борта под огневые средства дивизии, в небо взмыли красные ракеты и прогремел орудийный залп из всех калибров. От первых же выстрелов загорелось более десяти нацистских машин. Батальон, шедший на острие удара, заметался вдоль дороги. Огонь из укрытий открыли КВ и Т-34. По пехоте, которая спешилась, ударили миномёты мотострелков. Фланговый и перекрестный огонь действовал опустошительно. Гитлеровцы, не ожидавшие такого сильного и меткого огня, пришли в замешательство. Не выдержав удара, они вынуждены были отступать.

«Как упорно и ожесточенно русские сражались за каждую пядь земли, ослепительно высветило 19 августа. Повсюду усилилось сопротивление, появились новые танковые соединения, а на внутренних флангах 60 моторизованной и 13 танковой дивизий русским удалось ещё раз связать их боями на правом берегу Суры и даже достичь прорыва, который все же закончился уничтожением большого числа танков противника (одна 60 моторизованная дивизия уничтожила 54 танка), взятием в плен более 2000 русских и в итоге не приобрёл какого-либо значения. 14 танковая дивизия уже стояла поэшелонно далеко впереди под Сурское — лишь в 15 км перед городской окраиной Днепропетровска»— Командир 3-го моторизованного корпуса Э.фон Макензен
Особенно ожесточённый бой разгорелся 22 августа.
Танки вермахта шли на советские позиции волна за волной. Сосредоточив основные усилия на своём правом фланге, немцам удалось потеснить некоторые подразделения дивизии и захватить ряд высот, с которых местами просматривались позиции оборонявшихся частей.
И тогда полковник Пушкин пустил в ход свой резерв — батальон тяжелых танков КВ под командованием старшего лейтенанта Н. С. Батаева. Фашисты удара не выдержали и отступили.
Об этом сражении вскоре узнал весь Советский Союз. В сообщении Совинформбюро говорилось о том, что немцы потеряли в этих боях 99 танков, 100 автомашин, 60 противотанковых орудий, 10 бронемашин, 50 мотоциклов, десятки пулемётов и миномётов. Среди захваченных трофеев — полный состав 4-орудийной батареи, несколько пушек различных калибров, а также штабной автобус с документами нацистского танкового полка.
9 сентября 1941 года указом Президиума Верховного Совета СССР Ефиму Пушкину за образцовое и умелое руководство, личное мужество было присвоено звание Героя Советского Союза.

### Южное и юго-западное направление
На юге и юго-западе Днепропетровска действовала 255 стрелковая дивизия (968, 970, 972-й стрелковые и 811-й артиллерийский полки) совместно с 28 кавалерийской дивизией. Командиром был назначен И. Т. Замерцев.
17 августа дивизия заняла оборону на южном и юго-западном направлении от Днепропетровска — по высотам восточнее реки Мокрая Сура. Тогда выяснилось, что 972-й стрелковый полк, выдвинутый раньше, втянулся в бой с передовыми частями противника, которые он совместно с соседом — 28-й кавалерийской дивизией сдерживал на участке от с. Антоновка до реки Мокрая Сура.
Правее 972-го полка с небольшим разрывом расположился 970-й стрелковый полк. Его задачей было не допустить противника к городу, надёжно прикрыть Сурско-Литовское шоссе и дорогу Краснополье — Днепропетровск, а также обеспечить огневое взаимодействие с соседом справа и иметь связь с 972-м стрелковым полком.
968-й стрелковый полк оборонялся уступом справа от 970-го полка. Артиллерийский полк занял огневые позиции за 972-м и 970-м стрелковыми полками, поддерживая бой каждого из них одним дивизионом. Командный пункт дивизии расположился в четырёх километрах восточнее Лоц-Каменки.
Заняв оборону, 255-я дивизия не была ориентирована в обстановке и ничего не знала о своих соседях, поэтому и не смогла сразу организовать взаимодействие с ними.

В тот момент, когда полки 255-й стрелковой дивизии выдвигались для занятия своих позиций, я находился в 3-м батальоне на правом фланге 972-го стрелкового полка и наблюдал, как справа какие-то кавалерийские части в развернутом строю со знаменами двинулись на запад. Вначале было тихо, а затем из-за высоты появились немецкие танки и начали расстреливать этих кавалеристов в упор. Кавалеристов не поддержала даже артиллерия.

На мой вопрос, что это за кавалерия, майор Лященко ответил:
«Сосед наш», и добавил: «Я пытался с ним связаться, но безуспешно». «Почему же вы не поддержали кавалеристов артиллерийским огнём», — спросил я. «А откуда я знал, что они в конном строю пойдут атаковать танки»— Командир 225-й сд И. Т. Замерцев
«Сосед», который с развернутыми знаменами атаковал танки, расстреливавшие его в упор — был 28-й кавалерийской дивизией.
В состав 28-й кавдивизии входил и 134 кавалерийский полк, командиром которого был майор Борис Андреевич Кротов — первый в годы Великой Отечественной войны кавалерист, удостоенный звания «Герой Советского Союза».
19 августа 1941 года в районе Краснополья майор Кротов со своими кавалеристами прикрывал отход за реку Днепр двух кавалерийских полков, организовал оборону полка и отразил многократные вражеские атаки пехоты и танков.
20-22 августа 1941 года полк Кротова защищал главное направление в районе Сурско-Литовского шоссе Днепропетровской области Украины. 22 августа 1941 года в бою у села Сурско-Литовское майор Борис Кротов подорвал гранатой немецкий танк,
был тяжело ранен и скончался от полученных ран, вечером, в тот же день.
К утру 21 августа штаб 255 сд установил, что справа занимают оборону Днепропетровское артиллерийское училище и 28-я кавалерийская дивизия, которая вела тяжелые бои.
Днепропетровское артучилище, образованное из школьников и учеников вузов города 30 июля 1941 года, вступило в бой с противником в 9.00 утра 20 августа. На протяжении нескольких дней курсанты вели беспрерывные бои с врагом. Их потери были огромны: на 26 августа от начального состава — 2674 курсанта и 256 командиров — осталось живыми 41 командир и 927 курсантов. К концу сентября их численность сократилась до 150 человек.

«Это было суровое испытание стойкости и мужества курсантов и офицеров училища и они с честью и достоинством прошли его. Мы решили больше не посылать в бой эту горстку (из 3000 человек в строю осталось около 150) самоотверженных курсантов и в ближайшее время выпустить их офицерами. Они, безусловно, заслужили этого, ибо прошли необычный „полный курс“ обучения, которое не дало бы ни одно училище»."— Воспоминание командующего 6-й армией Малиновского Р.Я.
Уступом слева на линии Мандрыковка, Запорожское шоссе и до Днепра оборонялись подразделения 11-й запасной бригады, имеющие несколько малокалиберных пушек.
21 августа, в полдень, немцы снова начали сильную артиллерийскую подготовку на участке 970-го и 972-го стрелковых полков. Весь день немцы пытались атаковать оборонявшихся. Только в середине дня 22 августа противнику силами до батальона пехоты и 12 — 15 танков удалось потеснить левый фланг 972-го стрелкового полка и вклиниться в оборону на глубину до одного километра.
24 августа от командующего армией генерала Н. Е. Чибисова поступил приказ, что в распоряжение 255 сд передаются Днепропетровское артиллерийское училище и запасная бригада, и что дивизия должна отходить на левый берег — для этого ей отводится железнодорожный мост.
Немцы, в то же время, упорно атаковали советские позиции. Потери частей Красной Армии в личном составе доходили до 50—60 процентов.
В 1.30 25 августа советские войска под натиском противника оставили Днепропетровск, переправив на левый берег Днепра людей и технику.
Отход проходил под нажимом частей корпуса Э. фон Маккензена, и поэтому ночью в городе шли уличные бои.
Уже в 8 утра немецкие солдаты стояли на берегу Днепра. Воспользовавшись отходом частей 275-й стрелковой дивизии и не взорванным наплавным мостом, небольшой группе немецких войск удалось переправиться на левый берег реки и овладеть Ломовкой, создав плацдарм на левом берегу Днепра. Советские оперативные сводки идентифицировали эту группу как 92 моторизованный полк 60 моторизованной дивизии, однако Э. фон Маккензен пишет, что это была группа из 13 танковой дивизии:

«Разбитый противник в течение ночи скрылся на другой берег, оба моста были взорваны. Только один наведенный ими же и, разумеется, весьма слабый мостик русским уже не удалось разрушить. Недолго раздумывая, передовые части 13 танковой дивизии прорвались по нему на другой берег Днепра и создали плацдарм, правда, не очень большой» — Командир 3-го моторизованного корпуса Э.фон Макензен

## Боевые действия на левом берегу Днепра
25 августа в результате своего наступления 13-я танковая дивизия захватила Днепропетровск.
В течение следующих дней немецкие, итальянские и венгерские сапёрные части стремились привести в порядок шоссейный и железнодорожный мост, пересекающий Днепр (шириной приблизительно в один километр в этом месте), для переправы войск и захвата плацдарма на левом берегу Днепра.

«Между тем на следующий день удалось отремонтировать построенный русскими слабый и имевший повреждения наплавной мост на плотах, а также увеличить его грузоподъёмность. По нему началось сначала слабое, а затем все более оживлённое движение транспорта. Также удалось проложить второй пешеходный мостик по остаткам взорванного железнодорожно-шоссейного моста. 

Достичь большего не позволяло материальное положение (несмотря на все упорные и отважные усилия немецких, венгерских и итальянских сапёров), а особенно возрастающий с каждым днём и ведущийся с большой точностью артиллерийский огонь врага, усиленный ежедневными многократными налётами вражеских бомбардировщиков и истребителей. Напротив, потери в живой силе и износ материальной части от вражеского обстрела на всех участках переправ был так велик, что в конце концов транспортное сообщение стало возможным поддерживать лишь по ночам».— Командир 3-го моторизованного корпуса Э. фон Макензен
В то время, как операции по переправе через Днепр продолжались с переменным успехом, 60-я моторизованная дивизия вермахта, усиленная отдельными частями 13-й тд, начала с 26 августа расширять плацдарм.
Но достаточно быстро она натолкнулась на советские силы.
275-я сд совместно с 8-й танковой дивизией и отрядом днепропетровского артучилища к концу 26 августа прижала части 13-й танковой дивизии генерала Вальтера Дюверта вплотную к Днепру.
С утра 27 августа и в ночь на 28 августа части 275-й сд, несколько танков 8-й и 12-й танковых дивизий, 28-я кавдивизия, 255-я сд, полк Полтавского артучилища и сводный отряд Днепропетровского артучилища, совместно с авиацией атаковали плацдарм в районе Ломовки, стремясь сбросить немцев в воду.
В свою очередь, командование III моторизованного корпуса стремилось расширить плацдарм и высвободить из уличных боев 13-ю танковую дивизию. 26 августа на плацдарм была постепенно переброшена 60-я моторизованная дивизия. Одновременно в распоряжение Э. фон Макензена на автомашинах была переброшена 198-я пехотная дивизия, которая уже к 30 августа практически полностью переправилась на левый берег Днепра. 13-я танковая дивизия была выведена с плацдарма и вместе с 14-й танковой дивизией приводила себя в порядок в тыловом районе III моторизованного корпуса.
28 августа с Новочеркасского аэродрома вылетела советская эскадрилья 81-го авиаполка дальнего действия с приказом уничтожить оставленную своими войсками переправу в Днепропетровске. Немцы восстановили её и переправлялись, усиливая войска на плацдарме в районе завода Коминтерн, и было необходимо её разрушить.
Бомбардировщик Ивана Вдовенко первым вышел к переправе. По самолёту был сосредоточен сильный огонь, однако экипаж уничтожил 5 вражеских зенитных установок. Но переправа продолжала существовать. В разгаре боя от разрыва снаряда бомбардировщик загорелся. Тогда экипаж направил самолёт с оставшимися бомбами на переправу противника, находившуюся в районе Кайдак напротив нынешнего жилмассива Фрунзенский. Экипаж, повторив подвиг капитана Гастелло, — выполнил боевое задание командования.
Однако остановить надолго переправу немцев не удалось, на левом берегу Днепра бои продолжались с большой интенсивностью в первых числах сентября. В то время, как немецкая дивизия СС «Викинг» вводилась на плацдарм, 2 сентября две немецких дивизии организовали успешную контратаку с целью расширить плацдарм на восток до Самары и к северу, по направлению к песчаным дюнам местности.
До 10 сентября бои на фронте проходили с переменным успехом. К 14 сентября, по свидетельству Э. фон Макензена, немцы вынуждены были полностью прекратить дневное движение по Днепру. Захваченный плацдарм был с одной стороны расширен, с другой стороны не имел практической ценности вследствие затруднённого советской артиллерией подвоза по Днепру.
Развитие событий прекратилось. Скованными на плацдарме остались два моторизованных соединения корпуса Э. фон Макензена, которые не приняли участия в окружении советских войск под Киевом. Причины успеха были в эффективном использовании условий местности для работы артиллерии:

«Мощное течение Днепра (здесь — шириной свыше 1000 м) принимало на восточной окраине города втекавшую с северо-востока реку Самара (шириной в устье около 200 м), образуя вследствие и благодаря этой реке и местности плацдарм с господствующими высотами восточнее Самары свой почти прямоугольный поворот на юг. Таким образом, русские получили идеальную возможность ведения фланкирующего огня вдоль Днепра, которую они умело и во все возрастающем объёме использовали».— Командир 3-го моторизованного корпуса Э. фон Макензен
Бои по расширению плацдарма возобновились, начиная с 23 сентября. Операции по окружению Киева, тем временем, были закончены, и 13-я тд ввелась в действие. Усиленная на своём правом фланге полком дивизии СС «Викинг», она наступает на юг через Спасское и Подгородное (навстречу отрядам с плацдарма, наступающим на север) с целью уничтожить все советские войска, находящиеся к западу от Самары.
27 сентября 13-я тд вермахта рассекла советский фронт, дойдя в тот же день до Спасского. По окончании многих дней интенсивных боев, 28 сентября в 5-30 утра, три дивизии 3-го мк начали общее наступление, которое привело к прорыву советской обороны. В этот же день дивизии достигли Самары и Кильчени.
К 29 сентября вермахт захватил высоты, с которых обстреливались переправы и, таким образом, отрезал окончательно советские части от Днепропетровска.

## Итоги
В боях на днепропетровском плацдарме советские войска понесли тяжелые потери и оставили город.

Для III моторизованного корпуса Днепропетровск стал локальной неудачей, поскольку это единственный, подчеркиваю, единственный из немецких плацдармов на Днепре, с которого не было развито наступление. Совершив переход по невзорванному мосту, немецкие подвижные соединения почти на месяц застряли на этом плацдарме, не имея возможности ни развить наступление, ни эвакуироваться.— Исаев А.В..
Немцы, полностью оккупируя город и область, уже к октябрю 1941-го начнут устанавливать свои порядки и проводить репрессии.
Захватив город, оккупанты уничтожили более 30 тыс. военнопленных и почти столько же мирных жителей.
75 тыс. человек было угнано в Германию. Население города сократилось в несколько раз и в начале 1942 г. составляло менее 200 тыс. человек. Почти все промышленные предприятия были разрушены, уничтожено более 40 % жилого фонда, выжжены парки и скверы.
Немецкая оккупация Днепропетровска продлилась с 25 августа 1941 года по 25 октября 1943, когда советские войска после тяжелой Битвы за Днепр, освободили Днепропетровск.